# Мартинсајд F.4
Мартинсајд F.4 (енгл. Martinsyde F.4 Buzzard) је ловачки авион направљен у Уједињеном Краљевству. Авион је први пут полетео 1918. године. 

Највећа брзина авиона при хоризонталном лету је износила 233 km/h.
Распон крила авиона је био 9,99 метара, а дужина трупа 7,77 метара. Празан авион је имао масу од 776 килограма. Нормална полетна маса износила је око 1038 килограма. Био је наоружан са 2 синхронизована митраљеза Викерс калибра 7,7 милиметара.

## Наоружање
| Наоружање авиона: Мартинсајд   |     |
| Ватрено (стрељачко) наоружање  |     |
| Топ                            |     |
| Митраљез                       |     |
| Број и ознака митраљеза        | 2   |
| Калибар                        | 7,7 |
| Бомбардерско наоружање (бомбе) |     |
| Ракетно наоружање (ракете)     |     |